# Alinea (geslacht)
Alinea is een geslacht van hagedissen uit de familie skinken (Scincidae).

## Naam en indeling
De wetenschappelijke naam van de groep werd voor het eerst voorgesteld door Caitlin E. Conn & Stephen Blair Hedges in 2012. Er zijn twee soorten die lange tijd tot het geslacht Mabuya behoorden. In de literatuur worden ze vaak onder hun oude naam vermeld.

## Verspreiding en habitat
De skinken komen (of kwamen) voor op twee eilanden in het Caraïbisch Gebied.
Door de internationale natuurbeschermingsorganisatie IUCN is aan beide soorten een beschermingsstatus toegewezen. Alinea lanceolata komt voor op Barbados en wordt door de IUCN beschouwd als 'veilig' (Least Concern of LC). De soort Alinea luciae leefde op Saint Lucia maar deze laatste soort wordt beschouwd als uitgestorven.

## Soorten
Het geslacht omvat de volgende soorten, met de auteur en het verspreidingsgebied.
| Naam              | Auteur       | Verspreidingsgebied |
| ----------------- | ------------ | ------------------- |
| Alinea lanceolata | Cope, 1862   | Barbados            |
| Alinea luciae     | Garman, 1887 | Saint Lucia         |